# Испания на зимних Олимпийских играх 2018
Испания на зимних Олимпийских играх 2018 года была представлена 13 спортсменами в 3 видах спорта. Испанская делегация стала самой маленькой с 2002 года, когда на Играх в Солт-Лейк-Сити участвовало всего 7 испанских спортсменов. На церемонии открытия Игр право нести национальный флаг было доверено двукратному серебряному призёру чемпионата мира 2017 года в сноуборд-кроссе Лукасу Эгибару, а на церемонии закрытия — фигуристу Хавьеру Фернандесу, ставшему бронзовым призёром в мужском одиночном катании. По итогам соревнований на счету испанских спортсменов были 2 бронзовые медали, что позволило сборной Испании занять 26-е место в неофициальном медальном зачёте. При этом до 2018 года испанские спортсмены выиграли всего две медали за всё время участия в зимних Играх.

## Медали
| Бронза |                  |                                               |            |
| №      | Спортсмены       | Вид спорта (дисциплина)                       | Дата       |
| 1      | Рехино Эрнандес  | Сноуборд (сноуборд-кросс, мужчины)            | 15 февраля |
| 2      | Хавьер Фернандес | Фигурное катание (одиночное катание, мужчины) | 17 февраля |

## Состав сборной
Горнолыжный спорт
1. Хуан Дель Кампо
2. Хоаким Саларич

 Лыжные гонки
1. Марти Виго
2. Иманоль Рохо

 Скелетон
1. Андер Мирамбель

 Сноуборд
1. Лукас Эгибар
2. Рехино Эрнандес
3. Ларо Эрреро
4. Керальт Кастельет

 Фигурное катание
1. Фелипе Монтойя
2. Хавьер Фернандес
3. Кирилл Халявин
4. Сара Уртадо

## Результаты соревнований

### Бобслей

#### Скелетон
Квалификация спортсменов для участия в Олимпийских играх осуществлялась на основании рейтинга IBSF (англ. IBSF Ranking) по состоянию на 14 января 2018 года. По его результатам сборная Испании стала обдадателем одной олимпийской квоты у мужчин.
Мужчины
| Соревнование | Спортсмены      | 1 заезд   | 1 заезд | 2 заезд   | 2 заезд | 3 заезд   | 3 заезд | 4 заезд              | 4 заезд              | Итоговый результат | Итоговое место | Отставание |
| Соревнование | Спортсмены      | Результат | Место   | Результат | Место   | Результат | Место   | Результат            | Место                | Итоговый результат | Итоговое место | Отставание |
| ------------ | --------------- | --------- | ------- | --------- | ------- | --------- | ------- | -------------------- | -------------------- | ------------------ | -------------- | ---------- |
| мужчины      | Андер Мирамбель | 51,64     | 21      | 52,06     | 26      | 51,59     | 22      | завершил выступление | завершил выступление | 2:35,29            | 23             | —          |

### Коньковые виды спорта

#### Фигурное катание
Большинство олимпийских лицензий на Игры 2018 года были распределены по результатам выступления спортсменов в рамках чемпионата мира 2017 года. По его итогам сборная Испании смогла завоевать одну лицензию в танцах на льду и сразу две в мужском одиночном катании, что стало возможным благодаря четвёртому месту Хавьера Фернандеса. Состав сборной для участия в Олимпийских игр был сформирован по итогам чемпионата Испании.
| Соревнование              | Спортсмены                   | Короткая программа | Короткая программа | Произвольная программа | Произвольная программа | Всего        | Всего |
| Соревнование              | Спортсмены                   | Сумма баллов       | Место              | Сумма баллов           | Место                  | Сумма баллов | Место |
| ------------------------- | ---------------------------- | ------------------ | ------------------ | ---------------------- | ---------------------- | ------------ | ----- |
| мужское одиночное катание | Хавьер Фернандес             | 107,58             | 2 Q                | 197,66                 | 4                      | 305,24       | 3     |
| мужское одиночное катание | Фелипе Монтойя               | 52,41              | 29                 | завершил выступление   | завершил выступление   | 52,41        | 29    |
| танцы на льду             | Сара Уртадо / Кирилл Халявин | 66,93              | 12 Q               | 101,40                 | 11                     | 168,33       | 12    |

### Лыжные виды спорта

#### Горнолыжный спорт
Квалификация спортсменов для участия в Олимпийских играх осуществлялась на основании специального квалификационного рейтинга FIS по состоянию на 21 января 2018 года. При этом НОК для участия в Олимпийских играх мог выбрать только того спортсмена, который вошёл в топ-500 олимпийского рейтинга в своей дисциплине, и при этом имел определённое количество очков, согласно квалификационной таблице. Страны, не имеющие участников в числе 500 сильнейших спортсменов, могли претендовать только на квоты категории «B» в технических дисциплинах. По итогам квалификационного отбора сборная Испании завоевала 2 олимпийские лицензии категории «A», однако затем отказалась от лицензии в женских соревнованиях.
Мужчины
| Соревнование      | Спортсмены      | Скоростной спуск/ 1 спуск | Скоростной спуск/ 1 спуск | Слалом/ 2 спуск      | Слалом/ 2 спуск      | Всего                | Место                | Отставание           |
| Соревнование      | Спортсмены      | Время                     | Место                     | Время                | Место                | Всего                | Место                | Отставание           |
| ----------------- | --------------- | ------------------------- | ------------------------- | -------------------- | -------------------- | -------------------- | -------------------- | -------------------- |
| слалом            | Хоаким Саларич  | 52,07                     | 33                        | DNF                  | DNF                  | —                    | —                    | —                    |
| слалом            | Хуан Дель Кампо | DNF                       | DNF                       | завершил выступление | завершил выступление | завершил выступление | завершил выступление | завершил выступление |
| гигантский слалом | Хуан Дель Кампо | 1:13,39                   | 39                        | DNF                  | DNF                  | —                    | —                    | —                    |

#### Лыжные гонки
Квалификация спортсменов для участия в Олимпийских играх осуществлялась на основании специального квалификационного рейтинга FIS по состоянию на 21 января 2018 года. Для получения олимпийской лицензии категории «A» спортсменам необходимо было набрать максимум 100 очков в дистанционном рейтинге FIS. При этом каждый НОК может заявить на Игры 1 мужчину и 1 женщины, если они выполнили квалификационный критерий «B», по которому они смогут принять участие в спринте и гонках на 10 км для женщин или 15 км для мужчин. По итогам квалификационного отбора сборная Испании завоевала две мужских олимпийских лицензий категории «A» и женскую категории «B», от которой впоследствии отказались.
Мужчины
Дистанционные гонки
| Соревнование              | Спортсмены  | Результат | Место | Отставание |
| ------------------------- | ----------- | --------- | ----- | ---------- |
| 15 км свободным стилем    | Иманол Рохо | 37:35,5   | 62    | +3:51,6    |
| 15 км свободным стилем    | Марти Виго  | DNF       | DNF   | DNF        |
| скиатлон 15+15 км         | Иманол Рохо | 1:23:06,5 | 49    | +6:46,5    |
| 50 км классическим стилем | Иманол Рохо | 2:19:10,1 | 35    | +10:48,0   |

Спринт
| Соревнование     | Спортсмены             | Квалификация  | Квалификация  | Четвертьфинал | Четвертьфинал | Четвертьфинал | Полуфинал | Полуфинал | Полуфинал | Финал                 | Финал                 | Итоговое место |
| Соревнование     | Спортсмены             | Результат     | Место         | Заезд         | Результат     | Место         | Заезд     | Результат | Место     | Результат             | Место                 | Итоговое место |
| ---------------- | ---------------------- | ------------- | ------------- | ------------- | ------------- | ------------- | --------- | --------- | --------- | --------------------- | --------------------- | -------------- |
| командный спринт | Иманол Рохо Марти Виго | Не проводится | Не проводится | Не проводится | Не проводится | Не проводится | 2         | 16:59,83  | 10        | завершили выступление | завершили выступление | 19             |

#### Сноуборд
По сравнению с прошлыми Играми в программе соревнований произошёл ряд изменений. Вместо параллельного слалома были добавлены соревнования в биг-эйре. Во всех дисциплинах, за исключением мужского сноуборд-кросса, изменилось количество участников соревнований, был отменён полуфинальный раунд, а также в финалах фристайла спортсмены стали выполнять по три попытки. Квалификация спортсменов для участия в Олимпийских играх осуществлялась на основании специального квалификационного рейтинга FIS по состоянию на 21 января 2018 года. Для каждой дисциплины были установлены определённые условия, выполнив которые спортсмены могли претендовать на попадание в состав сборной для участия в Олимпийских играх. По итогам квалификационного отбора сборная Испании завоевала 3 олимпийские лицензии, а после перераспределения квот получила ещё одну.
Мужчины
Сноуборд-кросс
| Соревнование   | Спортсмены      | Квалификация | Квалификация  | Квалификация | 1/8 финала | 1/8 финала | Четвертьфинал        | Четвертьфинал        | Полуфинал            | Полуфинал            | Финал                | Итоговое место |
| Соревнование   | Спортсмены      | 1 спуск      | 2 спуск       | Место        | Заезд      | Место      | Заезд                | Место                | Заезд                | Место                | Место                | Итоговое место |
| -------------- | --------------- | ------------ | ------------- | ------------ | ---------- | ---------- | -------------------- | -------------------- | -------------------- | -------------------- | -------------------- | -------------- |
| сноуборд-кросс | Рехино Эрнандес | 1:13,67      | не участвовал | 3 Q          | 5          | 3 Q        | 3                    | 1 Q                  | 2                    | 1 Q                  | 3                    | 3              |
| сноуборд-кросс | Лукас Эгибар    | 1:18,42      | 1:14,45       | 26 Q         | 8          | DNF        | завершил выступление | завершил выступление | завершил выступление | завершил выступление | завершил выступление | 33             |
| сноуборд-кросс | Ларо Эрреро     | 1:17,62      | 1:16,97       | 37 Q         | 4          | 5          | завершил выступление | завершил выступление | завершил выступление | завершил выступление | завершил выступление | 38             |

Женщины
Фристайл
| Соревнование | Спортсмены        | Квалификация | Квалификация | Квалификация | Квалификация | Финал   | Финал   | Финал   | Финал | Итоговое место |
| Соревнование | Спортсмены        | Заезд        | 1 спуск      | 2 спуск      | Место        | 1 спуск | 2 спуск | 3 спуск | Место | Итоговое место |
| ------------ | ----------------- | ------------ | ------------ | ------------ | ------------ | ------- | ------- | ------- | ----- | -------------- |
| хафпайп      | Керальт Кастельет | 1            | 71,50        | 45,50        | 5 Q          | 59,75   | 67,75   | 43,75   | 7     | 7              |